# Blepharopsis mendica
Blepharopsis mendica — вид богомолів родини Емпузові, єдиний у роді Blepharopsis. Інші можливі назви — квітковий богомол єгипетський, богомол чортополоховий, богомол арабський.

## Опис

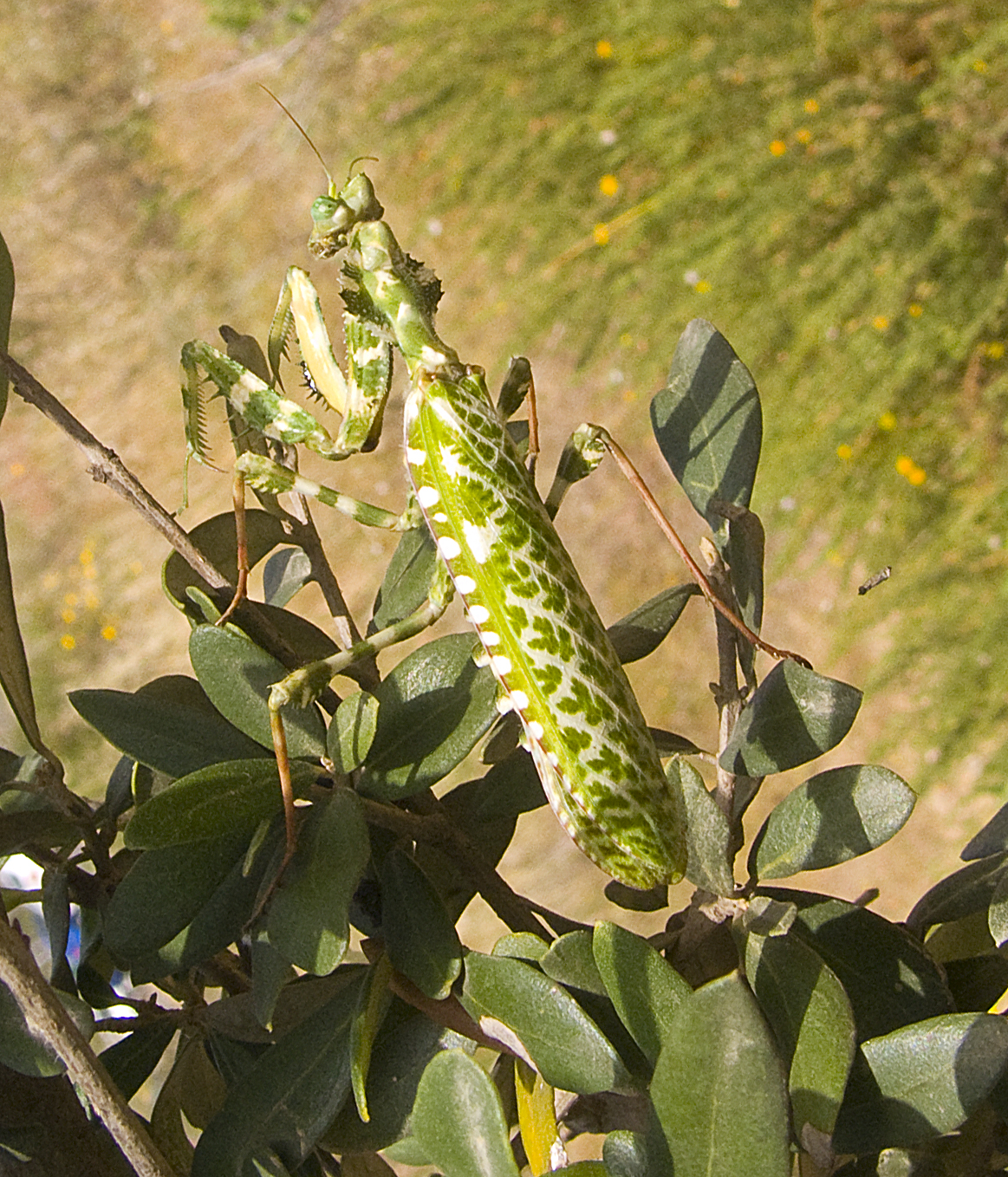
Самиця Blepharopsis mendica

Середнього розміру богомол, довжина тіла в обох статей близько 5 см. Статевий диморфізм незначний. Тіло зелене, рідше брунантно-рожеве, вкрите мармуровими білуватими плямами. На голові між основами антен невеликий конічний горбик. Антени нитчасті в самиць, подвійно-гребінчасті в самців. Передньоспинка коротка й широка, ромбоподібна, зубчаста з боків. Тазики передніх ніг з великими зубцями, стегна потужні, з 5 зовнішніми та 4 дискоїдальними шипами, між зовнішніми зазубрені. Середні та задні стегна біля веершини з лопатями. Надкрила довгі, вкривають черевце та заходять за його кінець, кольору тіла. Крила прозорі. Черевце розширене до заднього кінця, останні членики з лопатями внизу посередині, а також з боків.

## Спосіб життя
Забарвлення маскує богомола, особливо на тлі таких рослин як середземноморський та близькосхідний Sarcopoterium чи пустельний тамарикс. Зимують личинки, імаго з'являються навесні.

## Поширення та підвиди
Вид досить поширений в  Південно-Західній Азії та  Північній Африці від  Індії до Нігеру та Канарських островів. У Туреччині відносно рідкісний: у літературі одиничні згадки. Зустрічається у напівпустельних та гірських регіонах.
Відомо 2 підвиди:
- B. mendica mendica (Fabricius, 1775) — передньогруди та ноги вкриті короткими волосками, лопаті не дуже виразні. Північна Африка та Середземномор'я.
- B. mendica nuda  (Giglio-Tos[en], 1917) — передньогруди та ноги без коротких волосків, лопаті виразні. Тропічна Африка та Близький Схід.

## Значення для людини
Богомолів цього виду тримають як домашніх улюбленців.
Зображений на марках Іспанії (1965), ОАЕ (1998), Танзанії (2013).